# Yeslam bin Ladin
Yeslam bin Muhammad bin 'Awad bin Ladin (arabiska: يسلم بن محمد بن عوض بن لادن), född 19 oktober 1950, mer känd som Yeslam bin Ladin, också skrivet Yeslam Binladin, är en saudisk affärsman och halvbror till al-Qaida-ledaren Usama bin Ladin. 
Yeslam bin Ladin är son till schejk Muhammed bin Ladin och Rabab Haguigui. Han har 54 halvbröder och halvsystrar. Han har bott i Schweiz sedan mitten på 1980-talet och blev schweizisk medborgare i april 2001. Han talar flytande arabiska, engelska, franska och persiska. 
Efter att ha gått ut skolan i Beirut, Libanon, studerade bin Ladin ekonomi vid Göteborgs universitet i Sverige och handel- och administration vid University of California i Los Angeles, USA. Sedan 1980 är Yeslam direktör för Saudi Investment Company i Genève, ett företag som representerar Saudi Binladin Groups finansiella intressen på internationell nivå.
Yeslam bin Ladin är sunnimuslim.